# Gluteus maximus
Gluteus maximus eller Den store ballemuskel (latin: Musculus gluteus maximus) er en seks-syv cm tyk massiv muskel, formet som en rombe. Den udspringer fra den bagerste del af hoftebenet, videre over bagsiden af af korsbenet (os sacrum) og halebenet (os coccygis). Den største del af muskelmassen har senefibre der løber langs ydersiden af låret, og fortsætter i tractus iliotibialis. Grundet dens placering og størrelse, er det en af de mest karakteristiske muskler hos mennesket.

## Brug
Gluteus maximus er først og fremmest en kraftig ekstensor for hofteleddet. Den kan lave udadrotation, aduktion og abduktion i hoften. Gluteus maximus er relativt afslappet i den stående stilling og under gang, men kan sætte ind med meget stor kraft under løb og hop, samt ved overgangen fra siddende til stående.[kilde mangler]